# Hermann Buhl

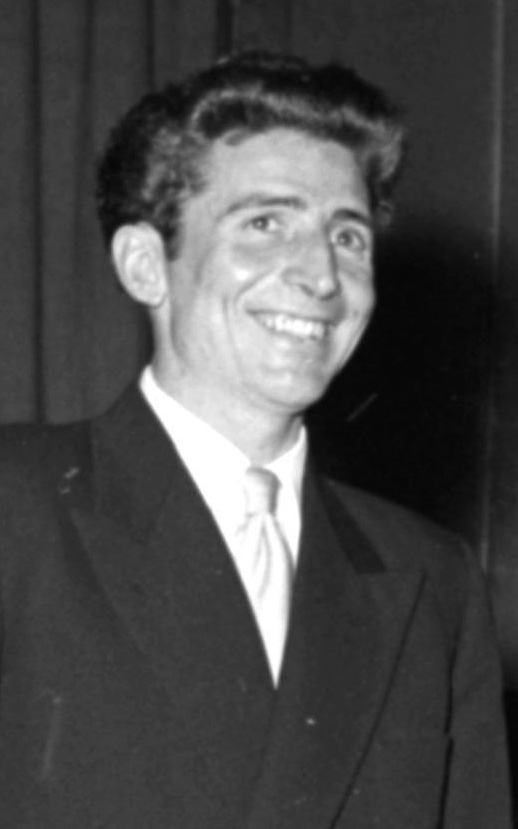
Hermann Buhl, 1953.

Hermann Buhl (Innsbruck, 21 september 1924 - Chogolisa (Pakistan), 27 juni 1957) was een Oostenrijkse alpinist.
Hij is bekend onder bergbeklimmers door zijn verschillende extreme tochten, waaronder de eerste solo-beklimming van de Piz Badile-noordwand en verschillende eerste winterbeklimmingen van uiterst moeilijke wanden in de Oostalpen.
Hij werd in 1953 wereldberoemd door als eerste de 8125m hoge Nanga Parbat te beklimmen. Hij deed de eigenlijke beklimming alleen en werd bijgevolg de eerste klimmer die een solobeklimming van een 8000'er maakte. Op de terugtocht werd Buhl overvallen door de nacht waardoor hij genoodzaakt werd de nacht staande boven de 8000m door te brengen. Dit is een van de befaamdste avonturen in het alpinisme en te lezen in zijn boek: Achttausend drüben und drunter (Nymphenburger, München).
Een latere klimexpeditie waar Buhl deel van uitmaakte was voor het eerst de Broad Peak in 1957 in de Karakorum te beklimmen. Andere deelnemers van dit team waren Marcus Schmuck, Fritz Wintersteller en Kurt Diemberger. Buhl stierf tijdens een poging de Chogolisa te beklimmen met Kurt Diemberger tijdens dezelfde expeditie.